# Diplosolen grimaldii
Diplosolen grimaldii är en mossdjursart som först beskrevs av Jullien 1903.  Diplosolen grimaldii ingår i släktet Diplosolen och familjen Diastoporidae. Inga underarter finns listade i Catalogue of Life.